# 纳瓦斯德圣胡安
纳瓦斯德圣胡安，是西班牙安达卢西亚自治区哈恩省的一个市镇。总面积176平方公里，总人口5097人（2001年），人口密度29人/平方公里。